# Bagrat I van Moechrani
Bagrat, 1ste Prins van Moechrani of Moechran-Batoni (Georgisch: ბაგრატ მუხრანბატონი) (c. 1487 - c. 1540) was de derde zoon van Constantijn II van Georgië, uit het huis Bagrationi en de grondlegger van het Huis van Moechrani.

## Leven
Constantijn II, koning van Georgië die in werkelijkheid alleen regeerde over koninkrijk Kartli, maakte van al zijn zoons zijn mede-koningen. In tegenstelling tot zijn oudere broers David X van Kartli en George IX van Kartli, werd hij nooit koning van Kartli. Als compensatie ontving Bagrat het prinsdom Muchrani en titel van High Constable van Shida Kartli voor zijn vitale hulp aan zijn broer Giorgi II tegen een naburig Georgisch koninkrijk van Kachetië.
In 1539, trad Bagrat af ten gunste van zijn oudste zoon Vachtang.

## Familie en kinderen
Bagrat was getrouwd met een zekere Helene bij wie hij zeven zonen had
- Vachtang, Volgde zijn vader op als Prins van Muchrani
- Archil (gestorven in 1581), hij diende als een Georgische gezant naar Iran in de periode van 1573-1576 en werd vader van Erekle I, 3de prins van Muchrani
- Asjotan (gestorven in 1561), stierf in een slag met de rebellerende bergvolkeren van Pchovi (Psjavi en Chevsoeretië), zijn dochter Ketevan, gemalin van Kacheti en een heilige in de Georgisch-Orthodoxe Kerk
- Erekle (1527 - 1556)
- Jonathan
- Jothan
- Alexander (gestorven rond 1604)

en drie dochters Guldapar, Theodora en Dedis-Imedi (1537-1591)
Van deze kinderen overleefden Jonathan, Jothan, Guldapar en Theodora de minderjarigheid niet. 